# Lhok Puntoy
Lhok Puntoy is een bestuurslaag in het regentschap Aceh Barat Daya van de provincie Atjeh, Indonesië. Lhok Puntoy telt 292 inwoners (volkstelling 2010).